# Oberthal (Saara)
Oberthal – gmina w zachodnich Niemczech, w kraju związkowym Saara, w powiecie St. Wendel.

## Geografia
Gmina leży nad rzeką Blies.
Gmina ma powierzchnię 23,86 km², zamieszkuje ją 6217 osób (2010). Większa część gminy należy do Parku Natury Saar-Hunsrück, w obrębie gminy znajduje się torfowisko wysokie Oberthaler Bruch.
Oberthal położone jest ok. 30 km na północ od Saarbrücken, ok. 40 km na południowy wschód od Trewiru i ok. 70 km na południowy wschód od Luksemburga.

## Dzielnice
W skład gminy wchodzą cztery dzielnice: 
- Gronig
- Güdesweiler
- Oberthal
- Steinberg-Deckenhardt

## Historia
Gmina powstała podczas reformy administracyjnej w 1974 z połączenia gmin Gronig, Güdesweiler, Oberthal i Steinberg-Deckenhardt.

## Polityka
Wójtem jest Sigrid Morsch z CDU.

### Rada gminy
Rada gminy składa się z 27 członków:
|      |                                   | CDU  | SPD  | Razem |
| 2004 | Miejsca                           | 18   | 9    | 27    |
|      | Porównanie z poprzednimi wyborami | +1   | -1   | –     |
|      | Procent                           | 64,2 | 32,5 |       |
|      | Porównanie z poprzednimi wyborami | +2,6 | -6   | –     |

## Współpraca
Miejscowość partnerska:
- Moyenmoutier, Francja

## Zabytki i atrakcje
Gronig
- kaplica pw. św. Donatusa (St. Donatus) z 1800, restaurowana w 1931
- pozostałości celtyckich wałów obronnych w Momberg
- budynek szkolny przy Mombergstraße 61 z 1929
- krzyż przy Theleyer Straße 17 z 1823
- krzyż przy Mombergstraße z 1836
- gospodarstwo przy Mombergstraße 50 z XVIII w.

Güdesweiler
- Kościół pw. Chrystusa Króla
- grupa krzyży przy Dorfstraße z ok. 1760
- drewniana figura przy Dorfstraße z XV w.
- cmentarz
- kaplica pielgrzymkowa pw. św. Walentego z 1769, źródło
- kaplica ze stacjami drogi krzyżowej z 1809
- gospodarstwo przy Höhenstraße 2 z początku XIX w.

Oberthal
- katolicki kościół parafialny pw. św. Stefana (St. Stephanus), wybudowany według projektów Wilhelma Hectora w 1898, przebudowany w latach 1923–1925 według projektu Ludwiga Beckera i Antona Falkowskiego
- gospodarstwa przy Imweilerstraße 6/10 i 13 z XIX w.
- krzyże przydrożne z XIX w.
- jaskinia Wildfrau
- torfowisko Oberthaler Bruch
- Muzeum Krajoznawcze Millpetersch-Haus
- miejsce wydobycia hematytu na górze Leißberg

## Infrastruktura
Przez teren gminy nie przebiegają żadne ważne ciągi komunikacyjne jednak znajdują się one w okolicy. Na północ zlokalizowano autostradę A62 (zjazd 3 Nonfelden-Türkismühle), na zachód autostrada A1 (zjazd 138 Nonnweiler-Primstal). Drogi krajowe znajdują się na wschodzie - B41 i na południu B269.
Najbliższą linią kolejową jest Nahetalbahn, najbliższy dworzec kolejowy znajduje się w St. Wandel. Przez miejscowość przebiegała linia kolejowa Tholey-St. Wendel. Odcinek do Tholey został zamknięty w 1984 i wówczas Oberthal było stacją końcową. Jednak z czasem cała linia została zamknięta.
W gminie działa szkoła podstawowa, Real Schule Oberthal-Namborn oraz trzy przedszkola.

## Osoby urodzone w Oberthal
- Werner Zeyer, (ur. 25 maja 1929, zm. 26 marca 2000), polityk (CDU), premier Saary w latach 1979–1985
- Karl Rauber, (ur. 29 kwietnia 1952), polityk CDU, były minister do spraw krajowych i europejskich Saary
- Hermann Scharf, (ur. 8 kwietnia 1961), polityk CDU